# Crucea Victoria
Crucea Victoria (în engleză Victoria Cross) este cea mai înaltă decorație militară acordată pentru acte de eroism „în fața dușmanului” militarilor din diverse țări ale Commonwealth-ului și ale fostelor teritorii ale Imperiului Britanic. Acesta are prioritate față de toate celelalte ordine, decorații și medalii. Ea poate fi acordată unei persoane de orice grad în orice ramură militară, precum și civililor sub comandă militară. În Regatul Unit, ea se decernează de obicei direct persoanei decorate sau celei mai apropiate rude a sa, de către monarhul britanic în timpul unei ceremonii ținute la Palatul Buckingham. În țările din Commonwealth în care monarhul britanic este șef de stat, Guvernatorul General este cel care face aceasta în numele monarhului. Împreună cu Crucea lui George —care este distincția echivalentă pentru acte de curaj realizate departe de inamic— este cea mai înaltă distincție acordată pentru curaj în Regatul Unit. Crucea Victoria este, însă, purtată înaintea Crucii George de o persoană care are ambele distincții (ceea ce nu s-a întâmplat până acum).
Ordinul Crucea Victoria a fost înființat la 29 ianuarie 1856 de către Regina Victoria pentru a răsplăti faptele de curaj din timpul Războiului Crimeei. De atunci, medalia a fost acordată de 1356 de ori unui număr de 1353 de persoane. Doar 13 medalii, nouă militarilor britanici și patru celor australieni, au fost acordate după Al Doilea Război Mondial.
Explicația tradițională a sursei metalului în care sunt bătute medaliile este aceea că provine de la un tun rusesc capturat la asediul Sevastopolului. Cercetări mai recente au arătat că această poveste ar putea să nu fie adevărată, sugerând mai multe posibile origini ale materialului din care sunt făcute medaliile. Din cauza rarității lor, Crucile Victoria au valoare mare, iar la licitații, acestea pot fi vândute pentru mai mult de 400.000 de lire sterline. Există mai multe colecții publice sau private dedicate acestei decorații. Lord Ashcroft, ale cărui colecții conțin peste o zecime din totalul de Cruci Victoria acordate, a anunțat în iulie 2008 o donație Muzeului Imperial de Război, permițând expunerea colecției sale într-o nouă galerie ce urmează a fi deschisă în 2010.
Din 1990, trei țări ale Commonwealth-ului al cărui șef de stat este monarhul britanic și-au instituit propria variantă ce Cruce Victoria. Ca rezultat, vechea Cruce Victoria este uneori denumită în aceste țări „Crucea Victoria Britanică” sau „Crucea Victoria Imperială”, pentru a face distincția față de noile decorații.